# Dieter F. Uchtdorf
Dieter Friedrich Uchtdorf, född 6 november 1940 i Moravská, Ostrava, i det tyska protektoratet Böhmen-Mähren i nuvarande Tjeckien, är en tysk pilot och apostel i Jesu Kristi Kyrka av Sista Dagars Heliga, ett ämbete han tillträdde 2 oktober 2004 då han blev medlem av de tolv apostlarnas kvorum. 
Uchtdorf har tidigare arbetat som pilot samt som agerat som chef i olika positioner inom Lufthansa. Den 3 februari 2008 utsågs han till att vara andre rådgivare till kyrkans president Thomas S. Monson i första presidentskapet, ett ämbete han hade fram till Monsons död i januari 2018. Monsons efterträdare, president Russell M. Nelson, valde att inte behålla Uchtdorf som rådgivare i första presidentskapet (han valde istället Dallin H. Oaks), så Uchtdorf återgick till sitt uppdrag i de tolv apostlarnas kvorum 2018.